# Gevrey-Chambertin (Weinbaugebiet)

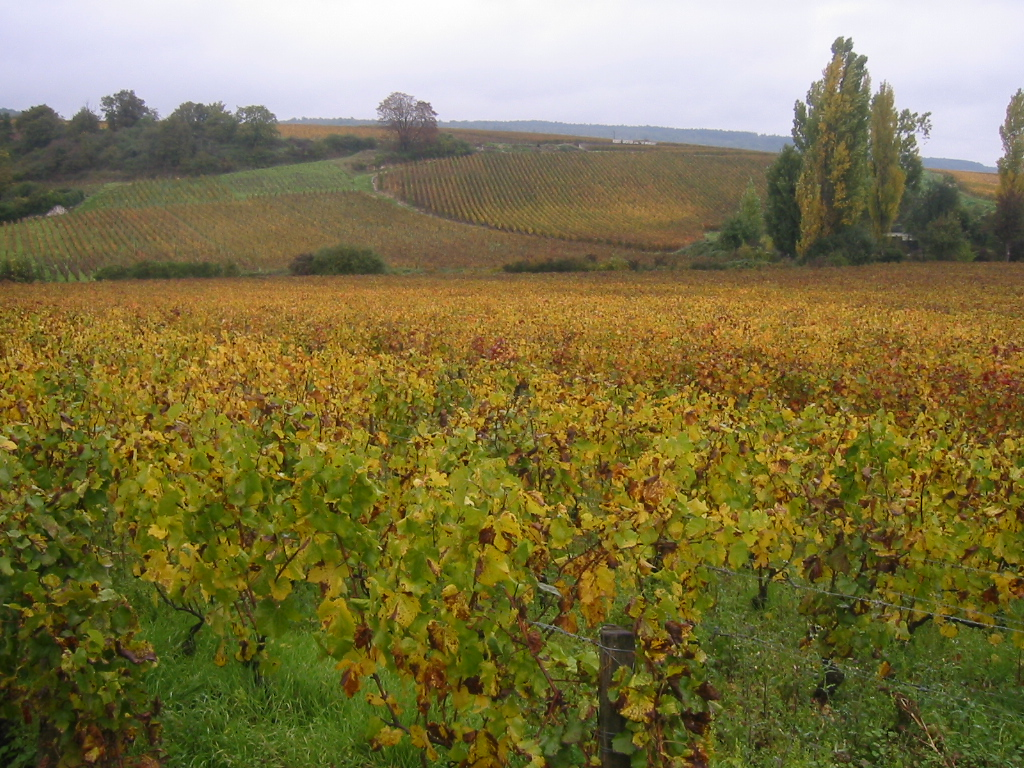
Örtliche Weinfelder im Herbst

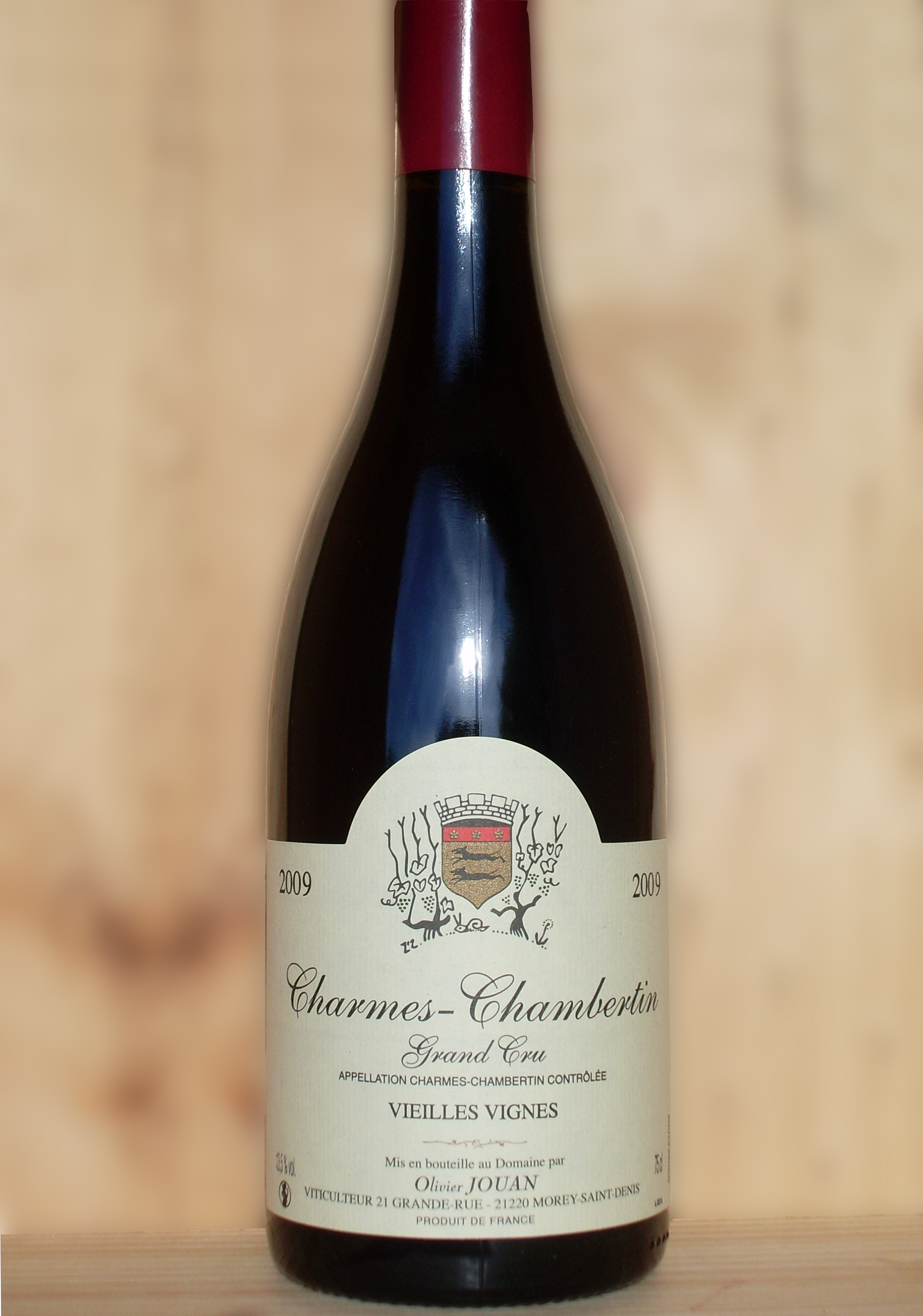
Grand Cru aus „Alten Reben“

Gevrey-Chambertin ist ein zum Côte de Nuits gehörendes Weinbaugebiet der Gemeinde Gevrey-Chambertin im Burgund (Côte de Nuits).
Die Appellation Gevrey-Chambertin (Appellation d’Origine Contrôlée seit dem 11. September 1936) verfügt über acht Grands Crus mit eigenen Appellationen sowie 26 Premier Cru-Lagen. Beide Anbauflächen sind etwa gleich groß und betragen annähernd die Hälfte der Gesamtanbaufläche. Auf der anderen Hälfte werden Appellationsweine ohne zusätzliche Qualitätsstufe angebaut. Im Ertrag stehen ausschließlich Reben der Sorte Pinot Noir. Der Ertrag ist beim Rotwein für die normale Orts-Appellation auf 40 Hektoliter/Hektar beschränkt. Durch Ausnahmeregelungen darf der Ertrag um max. 20 % höher liegen. Die durchschnittliche Erntemenge liegt bei ca. 17282 hl/Jahr, die auf einer Fläche von 409 Hektar geerntet wird.
Der Mindestalkoholgehalt beträgt 10,5° für den Rotwein. Im Falle einer künstlichen Anreicherung durch Trockenzucker (Chaptalisation) wird ein maximaler Alkoholgehalt festgelegt, der bei 14° für Rotwein liegt. Für die Premiers-Crus-Lagen beträgt der Mindestalkoholgehalt 11°.

## Stilistik
Gevrey-Chambertin-Weine sind farbbetont und entsprechen dem klassischen Burgunderstil mit intensiven Aromen und typischer Schwarzjohannisbeer-Geschmacksrichtung, angereichert mit Kirsche, Moschus und Lakritze. Gevrey-Chambertin-Weine eignen sich für stark gewürzte Essen wie gegrilltes rotes Fleisch, Schaf, Bœuf bourguignon, Kaninchen mit Zwiebeln, Coq au Vin, Coq au Chambertin sowie kräftige Käsesorten, darunter Époisses. Gevrey-Chambertin gelten als sehr komplex, zum Teil auch sehr kraftvoll. Die als Ortsappellation klassifizierten Weine können auch mittelmäßig bis mäßig sein.

## Grands Crus
Die Grands-Crus-Lagen (insgesamt 87,5 Hektar) befinden sich ausschließlich südlich des Ortes entlang der D 122 (Route des Grands Crus) (Flächen):
- Chambertin (12,9 ha)
- Chambertin-Clos-de-Bèze (15,4 ha)
- Chapelle-Chambertin (5,4 ha)
- Charmes-Chambertin (identisch mit Mazoyères-Chambertin) (30,7 ha)
- Griottes-Chambertin (2,7 ha)
- Mazis-Chambertin (9 ha)
- Latricières-Chambertin (7,4 ha)
- Ruchottes-Chambertin (3,3 ha)

## Premiers Crus
Die Premiers-Crus-Lagen (insgesamt 84,21 Hektar) erstrecken sich westlich vom Ortskern sowie südwestlich der Grans-Crus-Lagen bei St.-Denis (Flächen):
| - Bossière (0,45 ha) - La Romanée (1 ha) - Poissenot (2,2 ha) - Estournelles-Saint-Jacques (2,3 ha) - Clos des Varoilles (6 ha) - Lavaux Saint-Jacques (9,5 ha) - Cazetiers (9 ha) - Clos du Chapitre (1 ha) - Clos Saint-Jacques (6,7 ha) - Champeaux (6,7 ha) - Petits Cazetiers (0,95 ha) - Combe-aux-Moines (4,7 ha) | - Goulots (1,8 ha) - Aux Combottes (4,5 ha) - Bel Air (2,6 ha) - Cherbaudes (2,2 ha) - Petite Chapelle (auch Champitonnois genannt) (4 ha) - En Ergot (1,2 ha) - Clos Prieur (teilweise zugehörig) (2 ha) - La Perrière (2 ha), Closeau (0,5 ha) - Issarts (0,6 ha), Corbeaux (3,2 ha) - Craipillot (2,7 ha) - Fonteny oder Les Fontenys (3,6 ha) - Champonnets (3,4 ha) |